# Nezvannyj drug
Nezvannyj drug (Незваный друг) è un film del 1980 diretto da Leonid Marjagin.

## Trama
Il film racconta di due scienziati Victor e Alexey, che hanno opinioni diverse sulla vita. Victor pensa che Alexey sia pericoloso, ma dopo si rende conto che non è così.